# Cleopatra II của Ai Cập
Cleopatra II (tiếng Hy Lạp:. Κλεοπάτρα; khoảng 185 TCN - 116 TCN) là Nữ vương của Triều đại Ptolemaios (Ai Cập).

## Gia đình
Cleopatra II là con gái của Ptolemaios V và Cleopatra I. Bà là chị gái của Ptolemaios VI và Ptolemaios VIII Physcon. Bà đã kết hôn với cả hai người em của mình.
Cuộc hôn nhân đầu tiên là với em trai bà Ptolemaios VI vào khoảng 175 TCN. Họ đã có ít nhất bốn đứa con:
- Ptolemaios Eupator, sinh năm 166 TCN. Đã trở thành đồng chấp chính với cha mình một thời gian ngắn, nhưng đã chết sớm vào khoảng 152 TCN.
- Cleopatra Thea sinh năm 164 TCN. Bà đã kết hôn với Alexander Balas, Demetrius II Nicator and Antiochus VII Sidetes. Bị ám sát bởi con trai bà vào khoảng 120 TCN.
- Berenice, chết sớm năm 150 TCN
- Cleopatra III, sinh ra giữa 160 và 155 TCN. Kết hôn với chú của bà Ptolemaios VIII.
- Ptolemaios (D) sinh khoảng 152 TCN. Bị ám sát năm 130 TCN bởi Ptolemaios VIII

Cleopatra II đã kết hôn với em trai bà Ptolemaios VIII Physcon vào khoảng 145 TCN. Họ đã có ít nhất một con trai:
- Ptolemaios Memphites. Sinh ra giữa 144 và 142 TCN. Bị sát hại bởi chính cha của mình vào 130 TCN.

## Cuộc sống

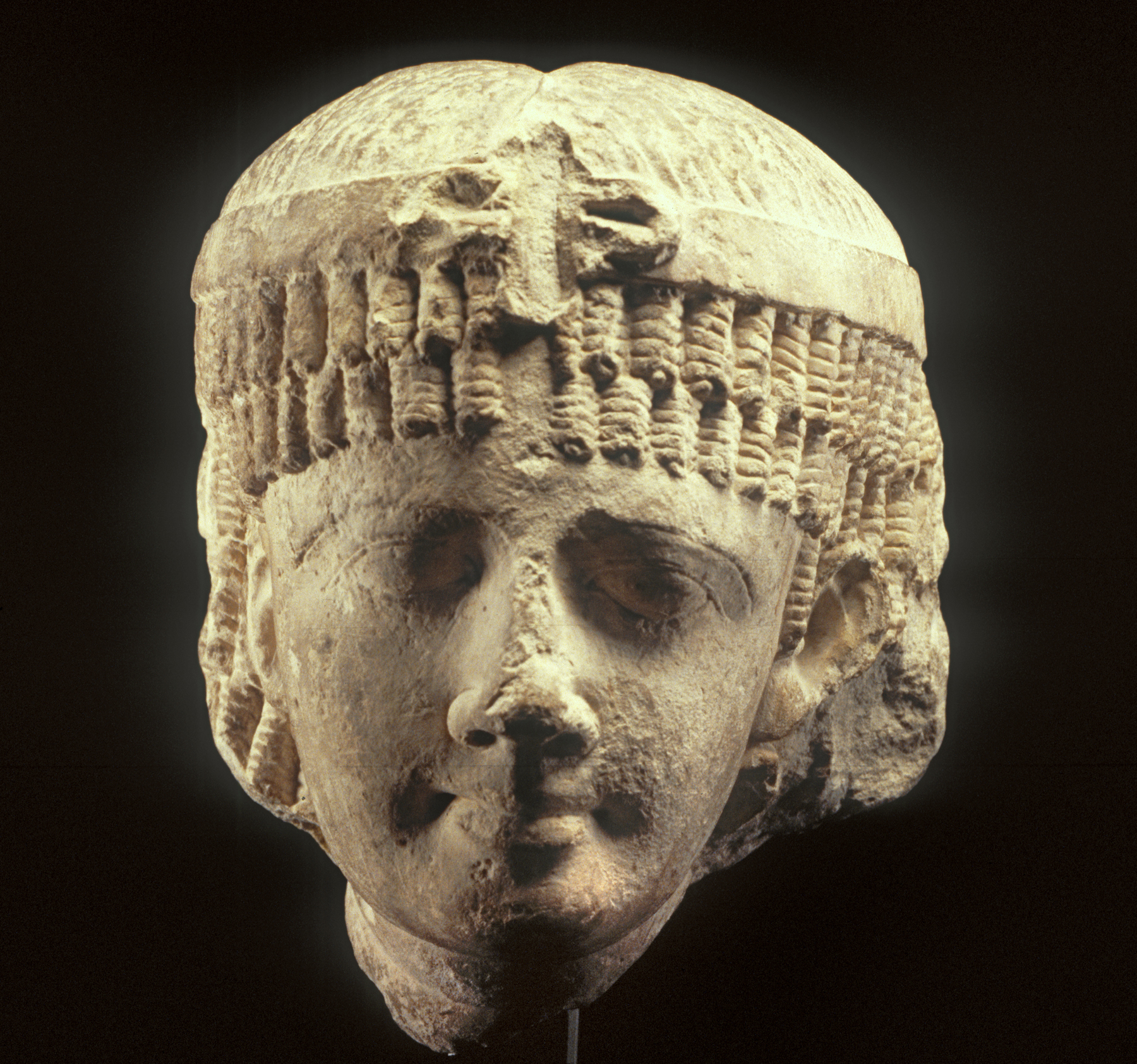
Cleopatra II

Sau cái chết của mẹ bà (176 TCN), bà đã kết hôn với người em trai Ptolemaios VI Philometor vào khoảng 175 TCN. Cleopatra II, Ptolemaios VI và em trai của họ, Ptolemaios VIII, đã cùng đồng cai trị Ai Cập từ khoảng 171 TCN đến 164 TCN.
Vào khoảng 169 TCN, Antiochos IV Epiphanes của Syria xâm lược Ai Cập. Ptolemaios VI đã đăng quang ở Memphis và cùng cai trị với Cleopatra II. Khoảng 164 TCN Cleopatra II và chồng bà đã tạm thời bị lật đổ bởi em trai của họ Ptolemaios VIII Physcon, nhưng đã phục hồi quyền lực năm 163 TCN.
Cleopatra II đã kết hôn với một người em trai khác của bà là Ptolemaios VIII Physcon năm 145 TCN. 142 TCN Ptolemaios VIII đã kết hôn với con gái nhỏ của Cleopatra II, cháu gái của ông, là Cleopatra III.
Cleopatra II đã dẫn đầu một cuộc nổi loạn chống lại Ptolemaios VIII năm 131 TCN, và đã đuổi hai vợ chồng Ptolemaios VIII và Cleopatra III ra khỏi lãnh thổ của Ai Cập. Tại thời điểm này, Ptolemaios VIII ám sát cả con trai riêng của vợ ông là Ptolemaios và con trai ruột của ông Ptolemaios Memphites. Ptolemaios được cho là đã  chặt hết tay chân và đầu của con trai mình để gửi đến Cleopatra II ở Alexandria như một món quà sinh nhật.
Cleopatra II đã cai trị Ai Cập từ 130 TCN đến 127 TCN, khi cô bị buộc phải chạy trốn đến Syria, nơi mà cô ấy đã gặp con gái Cleopatra Thea và con rể Demetrios II Nikator.

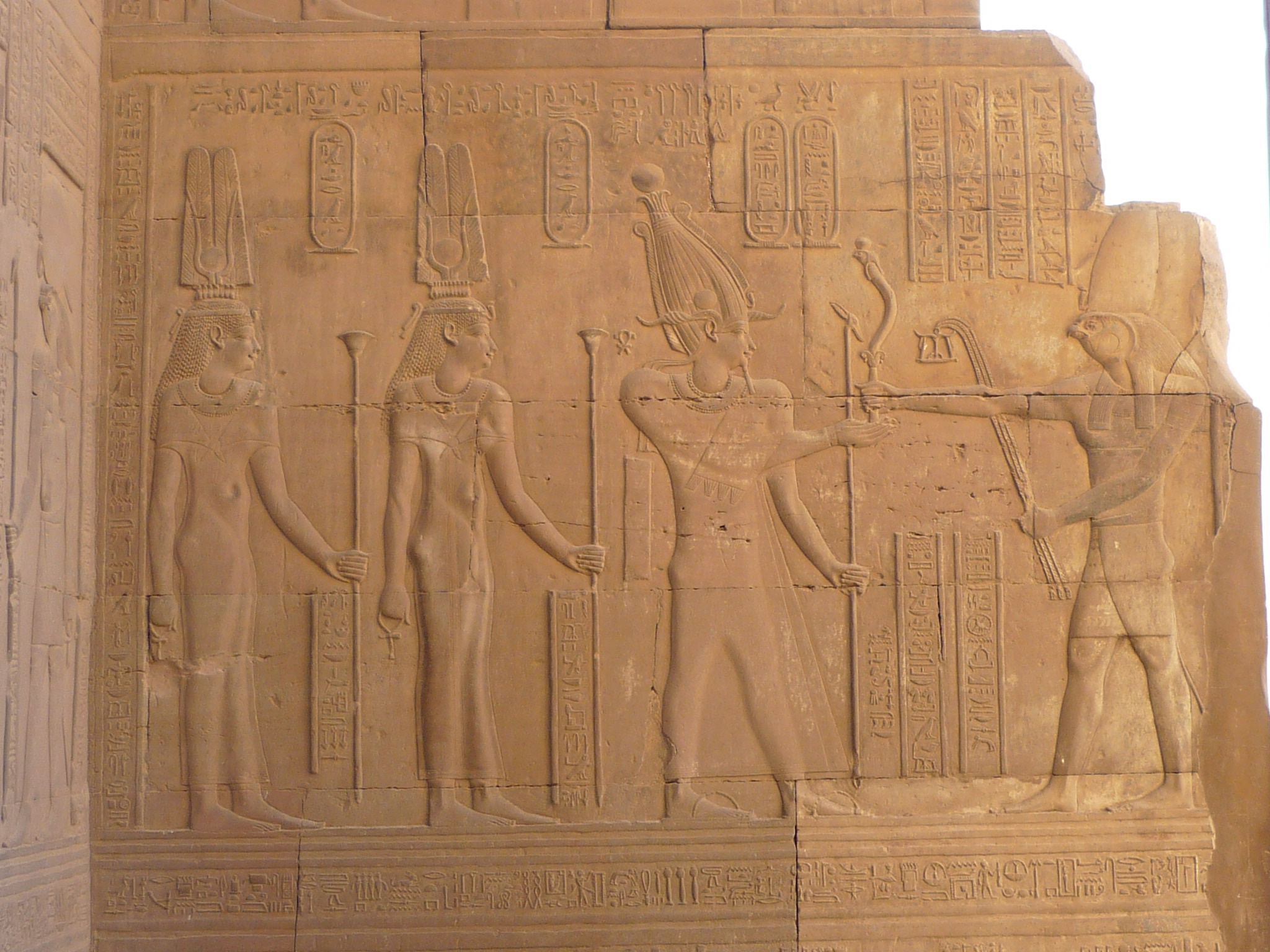
Tranh chạm nổi vẽ Cleopatra III, Cleopatra II và Ptolemmaios VIII trước Horus

Một sự hòa giải công khai giữa Cleopatra II và Ptolemaios VIII đã diễn ra vào 124 TCN. Sau này bà đã cùng cai trị Ai Cập với em trai và con gái bà cho đến 116 TCN khi Ptolemaios VIII mất mà để lại vương quốc cho Cleopatra III. Ngay cả Cleopatra II cũng mất không lâu sau đó.